# Fernando Ortiz Fernández
Fernando Ortiz Fernández, né le 16 juillet 1881 et mort le 10 avril 1969 à La Havane, est un ethnologue et anthropologue cubain. 
Considéré comme le plus important de sa spécialité, il est à l'origine du concept de transculturation, qu'il a appliqué au contexte culturel de la société coloniale cubaine pour expliquer l'émergence et la constitution historique de la nationalité cubaine.

## Biographie
Il est parfois désigné comme le « troisième découvreur de l'Amérique », après Christophe Colomb et Alexander von Humboldt, en hommage à l'ampleur et à la profondeur de ses études. Il s'est en particulier intéressé à l'influence africaine dans la culture cubaine.

## Publications
- Los Negros brujos, 1906
- Los negros esclavos, 1916
- Un catauro de cubanismos : Apuntes lexicográficos, 1923
- Glosario de afronegrismos, 1924
- Contrapunteo cubano del tabaco y el azúcar, 1940
- La Africania de la musica folklorica de Cuba, 1950
- Wifredo Lam y su obra vista a travès de significados criticos, La Havane, 1950 : première monographie consacrée au peintre W. Lam[3]
- Los Instrumentos de la musica afrocubana, 1952-1955
- Nuevo catauro de cubanismos, 1985
- Los Negros curros, 1986, édition posthume